# Seán Ó Fearghaíl
Seán Ó Fearghaíl (ur. 17 kwietnia 1960 w Dublinie) – irlandzki polityk i rolnik, senator i deputowany. Ceann Comhairle w latach 2016–2024.

## Życiorys
Kształcił się w St. Josephs Academy w Kildare, zawodowo pracował w rolnictwie. Zaangażował się w działalność polityczną w ramach Fianna Fáil. Od 1985 był wybierany na radnego hrabstwa Kildare, funkcję tę pełnił do 2003.
W 1987, 1989, 1992 i 1997 bezskutecznie kandydował do Dáil Éireann, a w 1997 również bez powodzenia ubiegał się o wybór do Seanad Éireann z ramienia panelu rolnego. Do irlandzkiego senatu wszedł jednak w 2000 w wyniku wyborów uzupełniających. W 2002 po raz pierwszy został natomiast wybrany do niższej izby irlandzkiego parlamentu. Mandat deputowanego utrzymywał w wyborach w 2007, 2011 i 2016 z okręgu wyborczego Kildare South.
10 marca 2016 wybrany na przewodniczącego Dáil Éireann 32. kadencji. Po raz pierwszy głosowanie na to stanowisko miało charakter tajny. Jako przewodniczący niższej izby parlamentu w 2020 uzyskał automatyczną reelekcję na kolejną kadencję. 20 lutego tegoż roku powołany na przewodniczącego Dáil Éireann 33. kadencji. Wystartował również w kolejnych wyborach w 2024, automatycznie utrzymując mandat poselski. 18 grudnia 2024 na funkcji przewodniczącego izby zastąpiła go Verona Murphy.